# Economía de pequeños trabajos
La economía de pequeños trabajos o economía de trabajos ocasionales (del inglés gig economy, donde gig denomina a pequeños trabajos para los que se contrata a alguien, se le paga y se finaliza la relación laboral), o economía bajo demanda (del inglés on-demand economy) es el sistema económico mediante el cual personas son contratadas para trabajos independientes y secundarios. Observar que, además del trabajo temporal, se puede permitir el uso de activos (Ej. En Uber uso del vehículo o en Airbnb acceso al alojamiento). Los ingresos obtenidos prestando los servicios pueden de distintos tipos, por ejemplo, dinero en efectivo, propiedad, bienes o moneda virtual.
La característica principal de este tipo de economía es la prevalencia de contratos de corta duración o trabajo autónomo, en contraposición a los trabajos permanentes. Esto conlleva a que, en lugar de recibir un salario regular, a los trabajadores  se les paga por los trabajos individuales realizados.
Las personas jurídicas emplean los servicios de los trabajadores para compromisos de corto plazo para asignaciones de trabajo temporales. A menudo están alterando el mercado con una forma alternativa de producto comercial. Las entidades corporativas a menudo pueden ofrecer un tipo diferente de servicio o producto porque el modelo de negocio informal no les impone costos como licencias por enfermedad y beneficios de seguro médico, así como espacio de oficina, equipos y capacitación. A veces esto les permite contratar expertos que de otro modo no podrían permitirse. Los trabajadores incluyen «rabajadores autónomos, contratistas independientes, trabajadores por proyectos y contratados temporales o a tiempo parcial». A menudo disfrutan de una mayor flexibilidad en términos de control de horarios y equilibrio entre la vida personal y laboral. Los consumidores disfrutan del beneficio de mejores opciones y conveniencia.

## Actores
En la economía de los pequeños trabajos tenemos como mínimo los siguientes roles:
- La entidad que presta el servicio para el que se le ha contratado. Estos pueden ser:
  - Trabajadores autónomos que son remunerados por tareas.
  - Corporación, el contratista, con sus propios trabajadores, las cuales realizan un servicio y reciben un pago por él.
- La entidad a la que se realiza el trabajo. El consumidor. Este puede ser una persona física o una corporación.

El modelo de negocio puede llevarse a cabo sin plataformas digitales realizándose las actividades (llamar al prestador de servicios, establecer una cita, realizar el pago, ...) de distintas formas.  Sin embargo, hoy día es frecuente el uso de plataformas digitales (aplicación móvil o un sitio web) que facilitan este tipo de servicios conectando a prestadores de servicio con clientes de manera automatizada.  Estas plataformas conectan a los proveedores de servicios individuales directamente con los clientes a cambio de una tarifa.
En el mundo de la economía de los pequeños trabajos, especialmente en el sector de los transportes (Uber, Lyft,...), ha habido mucha controversia en si, en ciertos casos, las personas que realizan el trabajo son clasificados como trabajadores autónomos o como empleados de la plataforma. Por ejemplo, Uber ejerce un estricto control sobre sus conductores, les hacen una entrevista previa a empezar a trabajar, les exige requisitos sobre el vehículo, .... Por otro lado, a Uber el uso del GPS y el ahorro de costes de considerar a los trabajadores como autónomos (sin protecciones laborales básicas), le permite competir con ventaja con las compañías de taxis tradicionales.

## Ejemplos
La economía de pequeños trabajos sin el uso de plataformas es habitual en sectores como las entregas a domicilio, los servicios de limpieza y el transporte. Este modelo de negocio implica distintas actividades como llamar al prestador de servicios, establecer una cita, realizar el pago, etc. 
La economía de pequeños trabajos con el uso de plataforma digitales ha sido usada en distintos sectores como:
- Servicios de transporte. Por ejemplo, con las plataformas Uber o Lyft.
- Servicios de reparto a domicilio. Por ejemplo, con las plataformas Glovo, Postmates, Just Eat, Wolt o Deliveroo
- Servicios para el hogar. Por ejemplo, con las plataformas Zolvers o Lavuro
- Servicios de alojamiento. Por ejemplo, con la plataforma Airbnb
- Distintos tipos de servicios profesionales. Por ejemplo, con las plataformas  Fiverr, TaskRabbit o GetNinjas

## Importancia económica
Según un informe elaborado por Adecco Group y LinkedIn en 2017 la economía de los pequeños trabajos ya incorporaba entre el 20 y el 30% de la población en edad de trabajar.  Este tipo de trabajo ha generado 1,4 billones de dólares en la economía estadounidense y más de 270.000 millones de euros en Europa.
En 2023 se estimaba que la economía de los pequeños trabajos a nivel global era de 21.24 mil millones de dólares y se estimaba que en 2032 estuviera alrededor de lo 111 mil millones de dólares.